# Struktura tensorowa
Struktura tensorowa – struktura wielowymiarowa zarządzania strategicznego. Łączy kryteria funkcjonalne, obiektowe i regionalne. Czasem zamiast kryterium regionalnego wprowadza się do wymiaru obiektowego komórki sztabowe, które pomagają kierownikom w wykonywaniu ich funkcji. Ważnym problemem w przypadku tej struktury jest rozdział uprawnień i odpowiedzialności pomiędzy kierowników z wyodrębnionych wymiarów. Struktura ta pozwala przezwyciężyć problemy koordynacji, które występują w strukturach jednowymiarowych, umożliwia także połączenie korzyści wynikających z poszczególnych rodzajów działalności.

## Zalety i wady
Najważniejsze zalety i wady tej struktury są identyczne z charakteryzującymi strukturę macierzową, jednak funkcjonowanie struktury tensorowej związane jest z wyższymi kosztami. Sieć komunikacyjna tej struktury jest znacznie bardziej rozbudowana. Jest to jednak struktura elastyczna, innowacyjna, stwarzająca warunki do kompleksowego i fachowego rozwiązywania złożonych problemów.

### Zalety
- wielowymiarowa koordynacja,
- praca zespołowa jednakowych rangą kierowników,
- proste drogi komunikacji (bez pośredników),
- dość niski stopień formalizacji i standaryzacji zachowań organizacyjnych,
- krótko- i długookresowa elastyczność,
- stymulacja innowacyjnych idei,
- problemowa specjalizacja kierowników.

### Wady
- duże zapotrzebowanie na kwalifikowane kadry i wysokie wymagania w stosunku do ich zachowań,
- problematyczny podział kompetencji kierowników i podwyższona możliwość powstawania w związku z tym konfliktów,
- brak jednolitości kierowania,
- konieczność stosowania zbyt dużej liczby kompromisów w zarządzaniu i związane z tym straty czasu,
- wysokie koszty wprowadzenia i użytkowania tej struktury.